# Araxá (tiểu vùng)
Araxá là một tiểu vùng thuộc bang Minas Gerais, Brasil. Tiều vùng này có diện tích 14104 km², dân số năm 2007 là 173211 người.